# 基隆街 (香港)
基隆街（英語：Ki Lung Street）是一條位於香港九龍的街道，其名稱乃取自台灣的基隆市。它北起自欽州街近西九龍中心，南至旺角太子一段的砵蘭街，全長約1公里，與汝州街及大南街平行。
界限街、楓樹街近基隆街一帶，是香港售賣各種衣物配件店舖的集中地。由於當中較多店舖售賣鈕扣，因此有鈕扣街的別稱。這裡商店售賣的衣料、貨物不作零售，多數是工業產品。

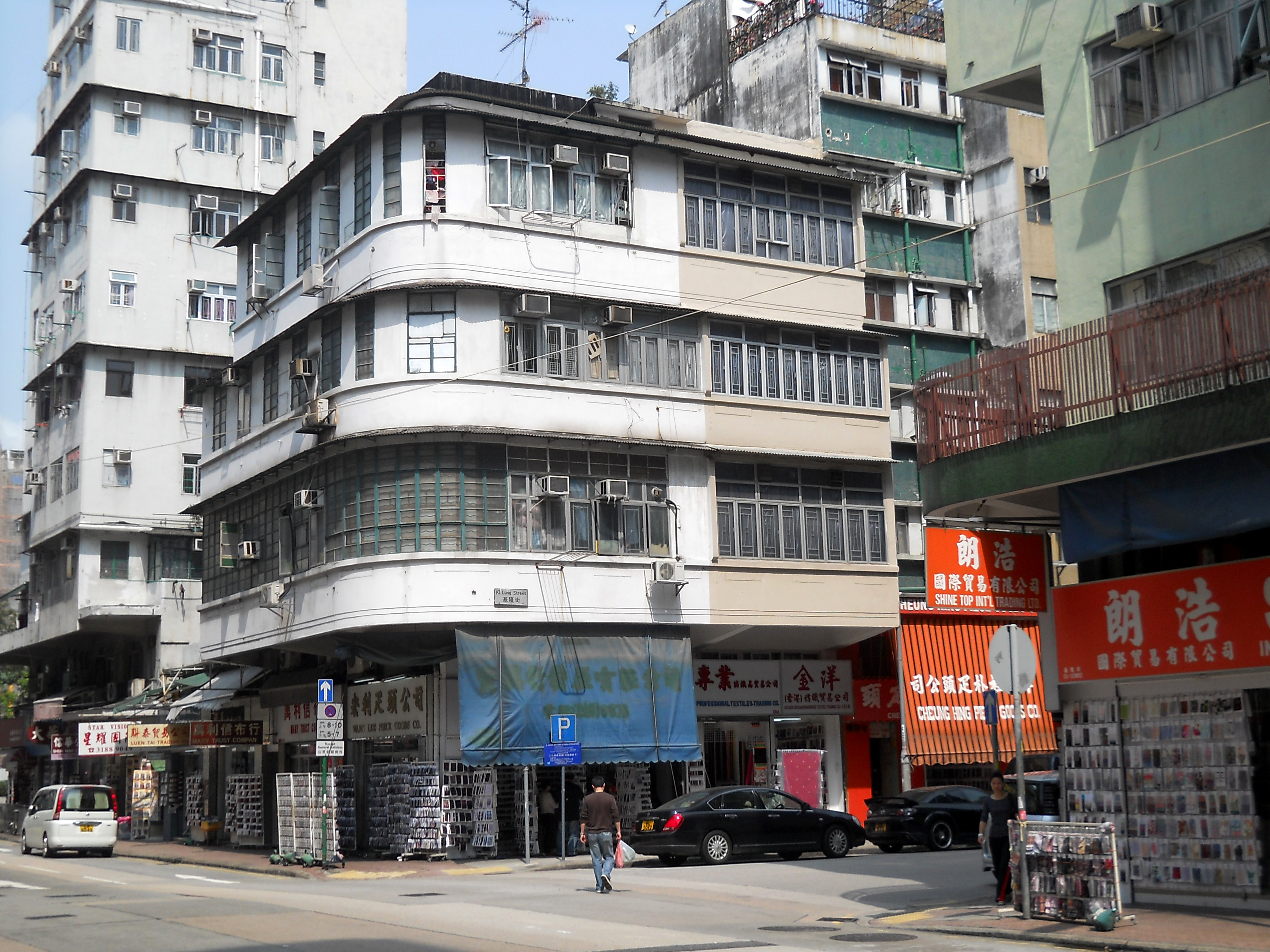
三級歷史建築－基隆街130號、132號

位於基隆街與黃竹街交界，樓高4層的130和132號唐樓，建於1940年代末。在2010及2011年分別被評定為三級歷史建築物。建築物以鋼筋混凝土框架配以木製及磚頭的隔牆板建成。露台的圓角加上白色外牆凸顯其包豪斯風格。此外，無柱子支撐的懸空露台也是它的特色之一。
1931年， 羅昌安先生與葉華文先生九龍深水埗基隆街九十四號創立龍慶堂。

## 相關街道
- 南昌街
- 汝州街
- 鴨寮街
- 長沙灣道

## 交通
港鐵
- █  觀塘綫、 █  荃灣綫：太子站D出口
- █  荃灣綫：深水埗站

## 外部連結

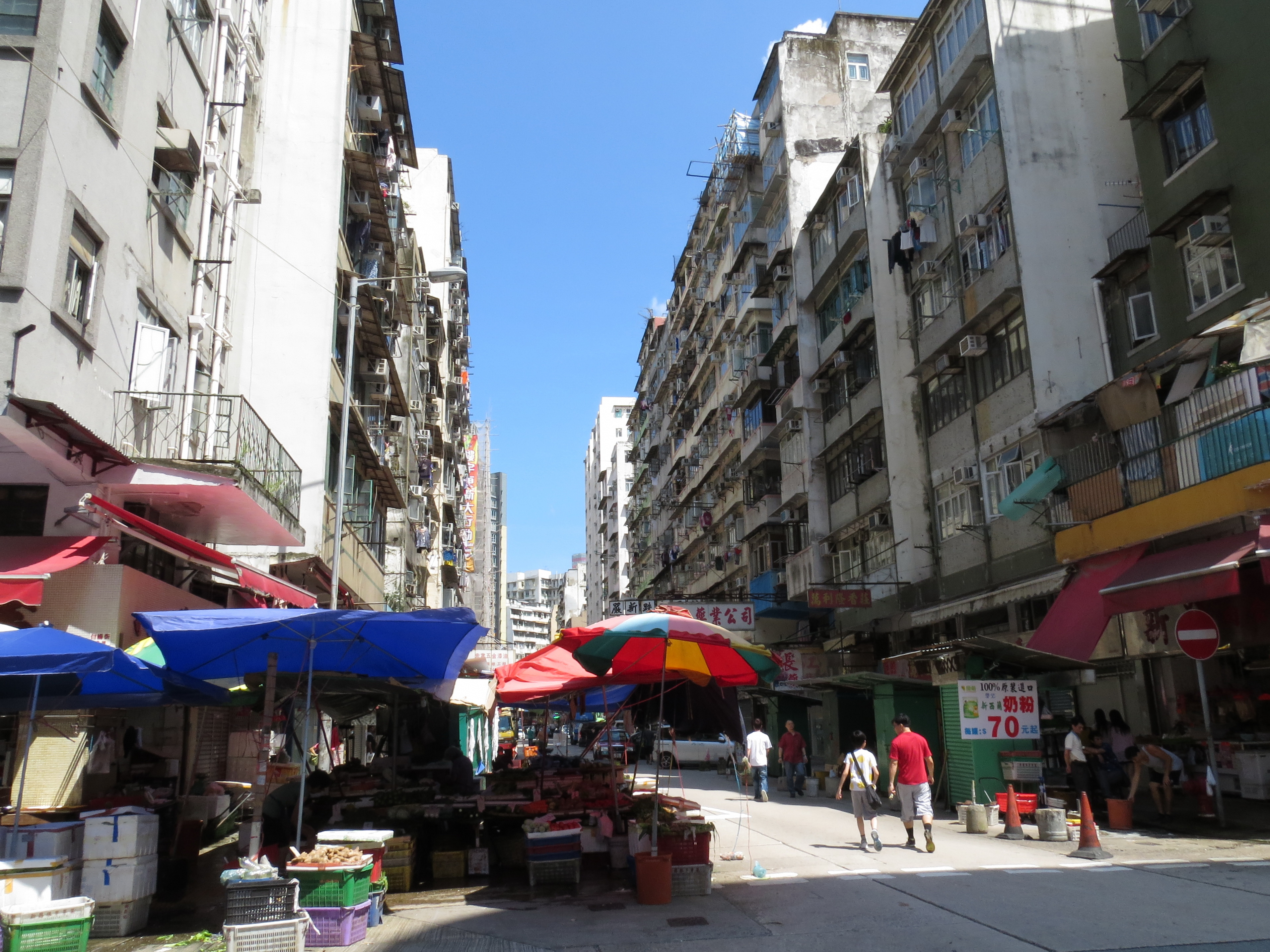
從白楊街向東南望基隆街

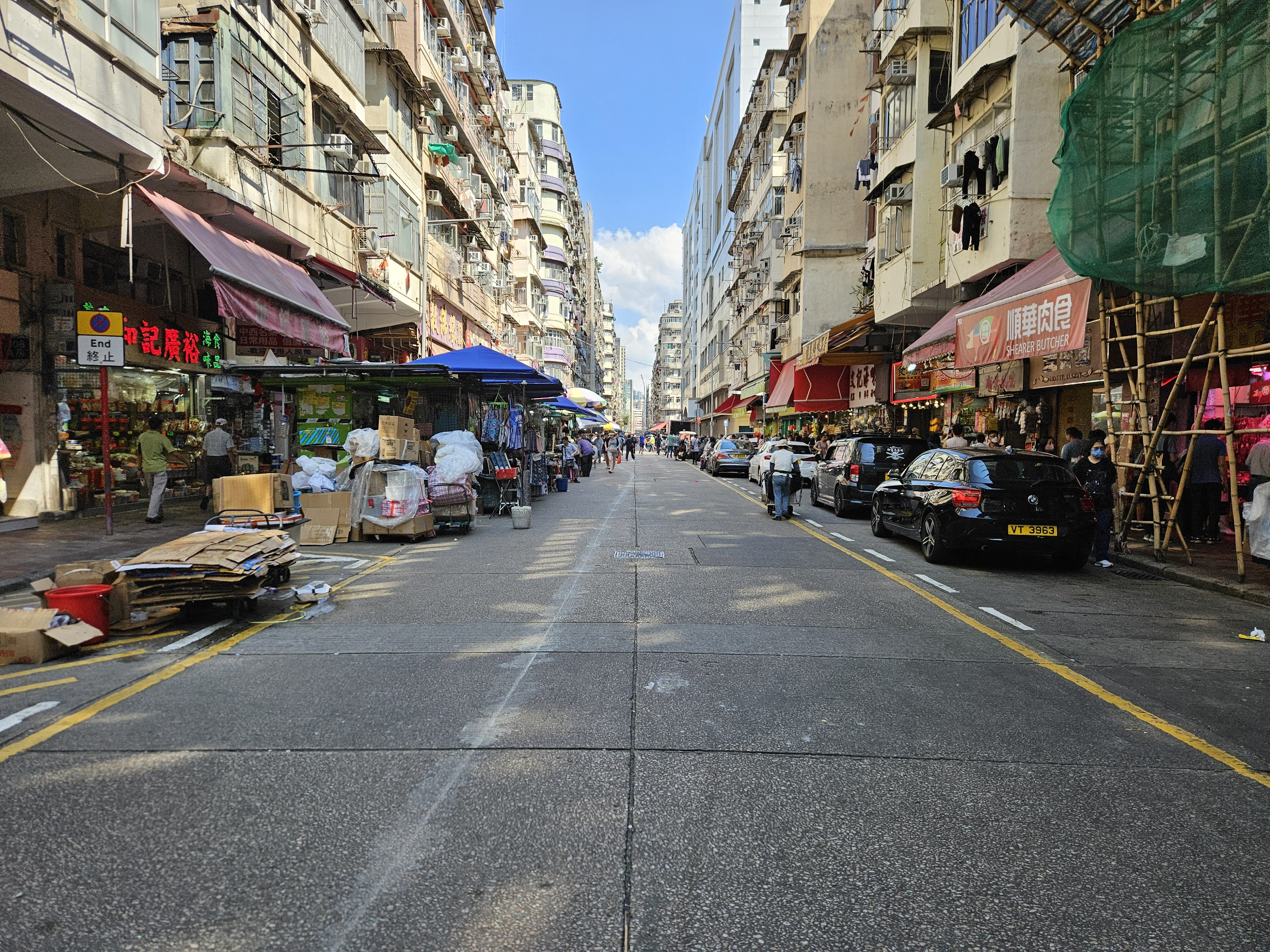
基隆街近西九龍中心

- 基隆街 - 英文: Ki Lung Street

22°19′39″N 114°09′50″E / 22.3274837°N 114.1637703°E